# Bethylinae

Sierola gilbertae

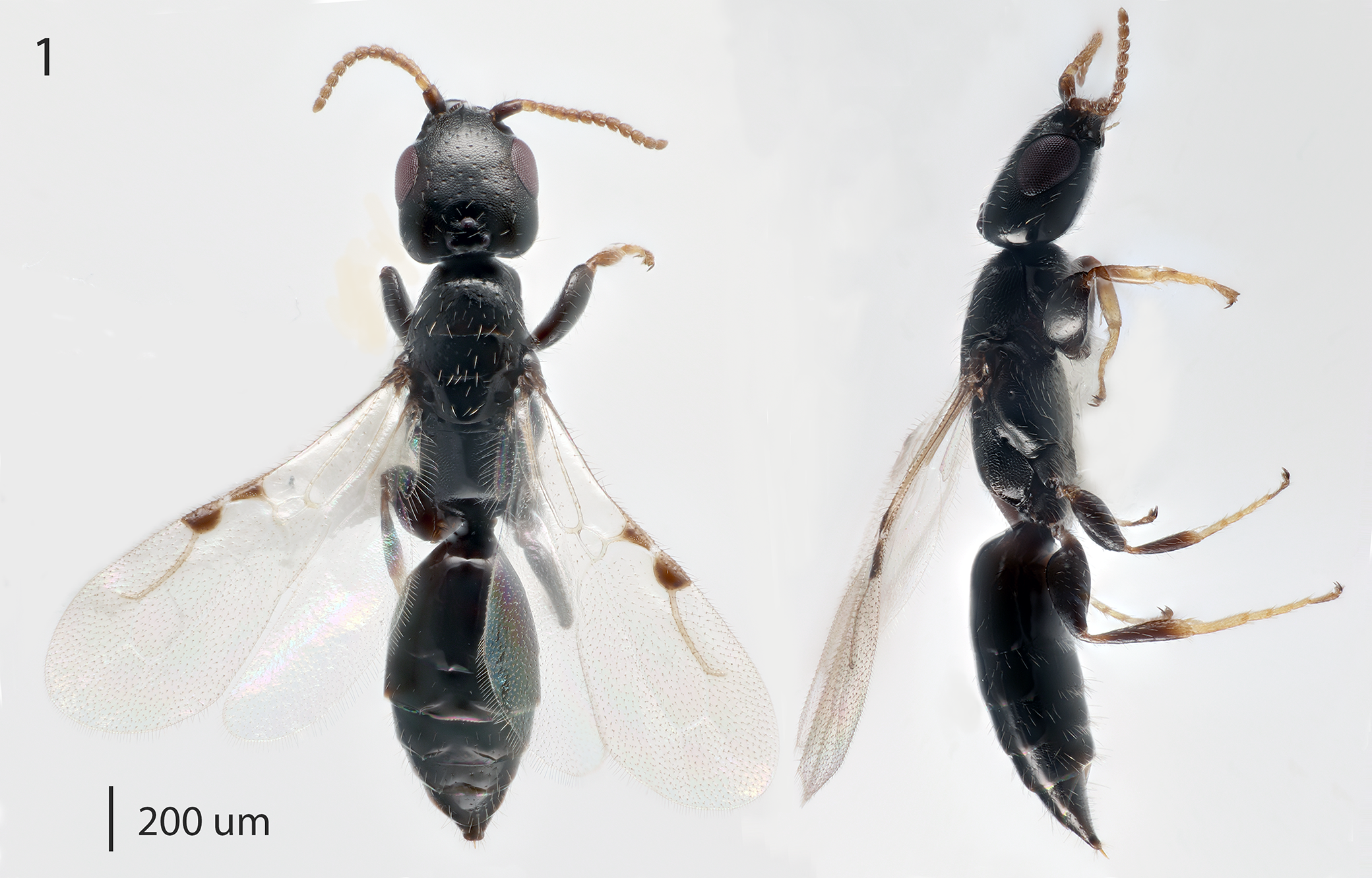
Goniozus omanensis

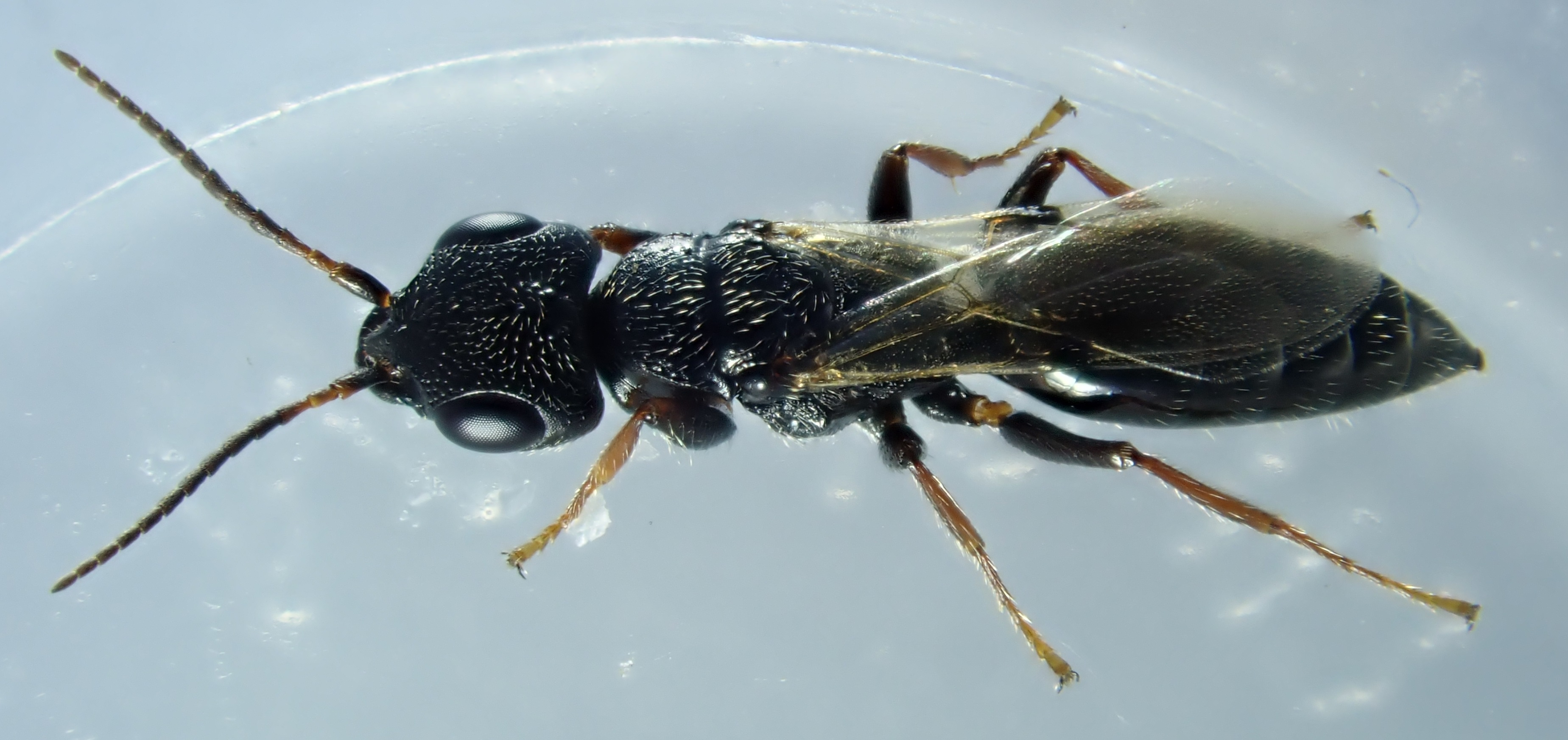
Samiec Odontepyris erucarus

Bethylinae – podrodzina błonkówek z infrarzędu żądłówek i rodziny płaszczykowatych. Obejmuje około 540 opisanych gatunków.

## Morfologia
Błonkówki o płaskawym ciele. Głowa jest prognatyczna, zwykle przypłaszczona, zaopatrzona w dobrze rozwinięte oczy złożone oraz przyoczka. Czułki mają biczyki zbudowane z dziesięciu lub jedenastu członów, przy czym u obu płci liczba członów jest taka sama. Na krótko wchodzący ku tyłowi pod czoło nadustek ma silnie w profilu odgięte żeberko (łac. carina clypealis). Aparat gębowy cechuje się krótkimi i grubymi żuwaczkami o czterech ostrych zębach wierzchołkowych. Przedplecze dochodzi do tegul i ma odgiętą pośrodku krawędź tylną. Śródtarczka bywa zaopatrzona w notaulusy lub nie. Skrzydło przednie ma pierwszy odcinek żyłki powstałej z połączenia sektora radialnego i żyłki medialnej (Rs+M) przynajmniej u nasady rurkowaty. Liczba zamkniętych komórek w użyłkowaniu tegoż skrzydła nie przekracza sześciu. W skrzydle tylnym zamkniętych komórek brak jest zupełnie, a na jego użyłkowanie składają się tylko dwie żyłki. Odnóża odznaczają się pięcioczłonowymi stopami o rozdwojonych i silnie zagiętych kątowo pazurkach. Golenie przedniej pary mają po jednej, a pozostałych par po dwie ostrogi. U obu płci na metasomie widocznych jest osiem tergitów i tyle samo sternitów. U samicy pokładełko przekształcone jest w żądło o dwóch walwiferach, trzech walwach, dwóch gałęziach walwularnych i jednym walwiferze międzystawowym. U nasady tylnej części drugiego walwiferu znajduje się zwrócony ku przodowi, smukły wyrostek zwany ramieniem furkalnym. U samca występuje prostokątne, trójkątne lub dwupłatowe hypopygium.

## Biologia i ekologia
Przedstawiciele podrodziny są zewnętrznymi parazytoidami stadiów rozwojowych motyli z takich rodzin jak skośnikowate, trociniarkowate i sówkowate. Atakują głównie gąsienice bytujące w skrytych siedliskach, np. drążące w drewnie, łodygach i nasionach czy żyjące w zrolowanych liściach. Ofiara jest porażana za pomocą wstrzykniętego żądłem jadu.

## Taksonomia i ewolucja
Do podrodziny tej należy około 540 opisanych gatunków sklasyfikowanych w 12 rodzajach:
- Afrobethylus Ramos et Azevedo, 2016
- Bethylus Latreille, 1802
- †Crassibethylus Barbosa et Melo, 2023
- †Cretobethylellus Rasnitsyn, 1990
- Eupsenella Westwood, 1874
- Goniozus Förster, 1856
- Lytopsenella Kieffer, 1911
- Nucifrangibulum Cockx, McKellar et Perrichot, 2016
- Odontepyris Kieffer, 1904
- Omaloderus Walker, 1843
- Prosierola Kieffer, 1905
- Sierola Cameron, 1881

Według wyników analizy filogenetycznej Magna S. Ramosa i Celsa O. Azevedy z 2020 roku wszystkie rodzaje oprócz Goniozus są monofiletyczne, a pozycję bazalną w obrębie podrodziny zajmuje klad obejmujący rodzaje Eupsenella i Lytopsenella.
W sięgającym kredy zapisie kopalnym podrodzinę reprezentują 22 gatunki.

## Znaczenie gospodarcze
Niektóre gatunki wykorzystywane są do biologicznej kontroli szkodników, np. Goniozus antipodum został introdukowany w krainie australijskiej celem zwalczania Epiphyas postvittana, a Goniozus legneri znajduje zastosowanie w ograniczaniu populacji owocówki jabłkóweczki i Ectomyelois ceratoniae w Chile.